# All or Nothing at All (альбом)
All or Nothing at All — студийный альбом американской джазовой певицы Билли Холидей, выпущенный в 1958 году на лейбле Verve Records. Он был записан в составе группы с продюсером Норманом Гранцем. Оформление пластинки Дэвида Стоуна Мартина.
В 1995 году альбом был переиздан с дополнительными треками.

## Отзывы критиков
| Оценки критиков                            | Оценки критиков |
| Источник                                   | Оценка          |
| ------------------------------------------ | --------------- |
| AllMusic                                   | [ 2 ]           |
| The Encyclopedia of Popular Music          | [ 3 ]           |
| MusicHound Jazz: The Essential Album Guide | [ 4 ]           |
| The Penguin Guide to Jazz                  | [ 5 ]           |
| The Rolling Stone Jazz & Blues Album Guide | [ 6 ]           |

В ретроспективном обзоре для AllMusic Стивен Кук назвал эту запись одной из лучших у Билли Холидей на лейбле Verve в середине 1950-х годов. В ней, по его мнению, она демонстрирует весь спектр эмоций: от летнего оптимизма («Love Is Here to Stay») до полных пафоса размышлений («Ill Wind»).

## Список композиций
1. «Do Nothin' Til You Hear from Me» (Дюк Эллингтон, Боб Расселл) — 4:12
2. «Cheek to Cheek» (Ирвинг Берлин) — 3:35
3. «Ill Wind» (Гарольд Арлен, Тед Колер) — 6:14
4. «Speak Low» (Огден Нэш, Курт Вайль) — 4:25
5. «We’ll Be Together Again» (Карл Т. Фишер, Фрэнки Лэйн) — 4:24
6. «All or Nothing at All» (Артур Альтман, Джек Лоуренс) — 5:39
7. «Sophisticated Lady» (Дюк Эллингтон, Ирвинг Миллс, Митчелл Пэриш) — 4:48
8. «April in Paris» (Вернон Дюк, Йип Харбург) — 3:02
9. «I Wished on the Moon» (Дороти Паркер, Ральф Рейнджер)) — 3:25
10. «But Not for Me» (Джордж Гершвин, Айра Гершвин) — 3:48
11. «Say It Isn’t So» (Ирвинг Берлин) — 3:22
12. «Our Love Is Here to Stay» (Джордж Гершвин, Айра Гершвин) — 3:41

## Участники записи
- Вокал — Билли Холидей
- Бас — Джо Мондрагон[англ.] (треки 1—4 и 7—10), Ред Митчелл[англ.] (треки 5, 6, 11, 12)
- Гитара — Барни Кессел
- Продюсер — Норман Гранц
- Тенор-саксофон — Бен Уэбстер
- Труба — Гарри Эдисон[англ.]
- Ударные — Элвин Столлер[англ.]
- Фортепиано — Джимми Роулз

Все данные взяты из примечаний к альбому.